# Martine Robine
Martine Robine (Comines, 29 dicembre 1964) è una modella francese, vincitrice del titolo di Miss Francia nel 1984.

## Biografia
Prima Miss Côte Fleurie ed in seguito Miss Normandia, Martine Robine era una studentessa di lettere e corrispondente per L'Éveil de Lisieux al momento della sua elezione a Miss Francia, avvenuta all'età di diciannove anni. In seguito ha gareggiato anche a Miss Universo 1984.
Dopo l'elezione ha lavorato a lungo come modella a Parigi, per poi sposarsi ed avere due figli. In seguito ha intrapreso la carriera nel settore immobiliare.